# Emmi Peltonen
Emmi Peltonen (ur. 29 listopada 1999 w Nashville) – fińska łyżwiarka figurowa, startująca w konkurencji solistek. Uczestniczka igrzysk olimpijskich (2018), uczestniczka mistrzostw świata i Europy, medalistka zawodów międzynarodowych oraz trzykrotna mistrzyni Finlandii (2017, 2018, 2020).
Jej ojcem jest hokeista Ville Peltonen, czterokrotny medalista olimpijski i mistrz świata 1995. Jej matka Hanna była łyżwiarką figurową. Emmi urodziła się w Stanach Zjednoczonych, gdy jej rodzina mieszkała tam ze względu na występy ojca w NHL. Ma dwóch braci bliźniaków, Alexa i Jespera (ur. 1998), który uprawiają hokej na lodzie, oraz młodszą siostrę Nelli.

## Osiągnięcia

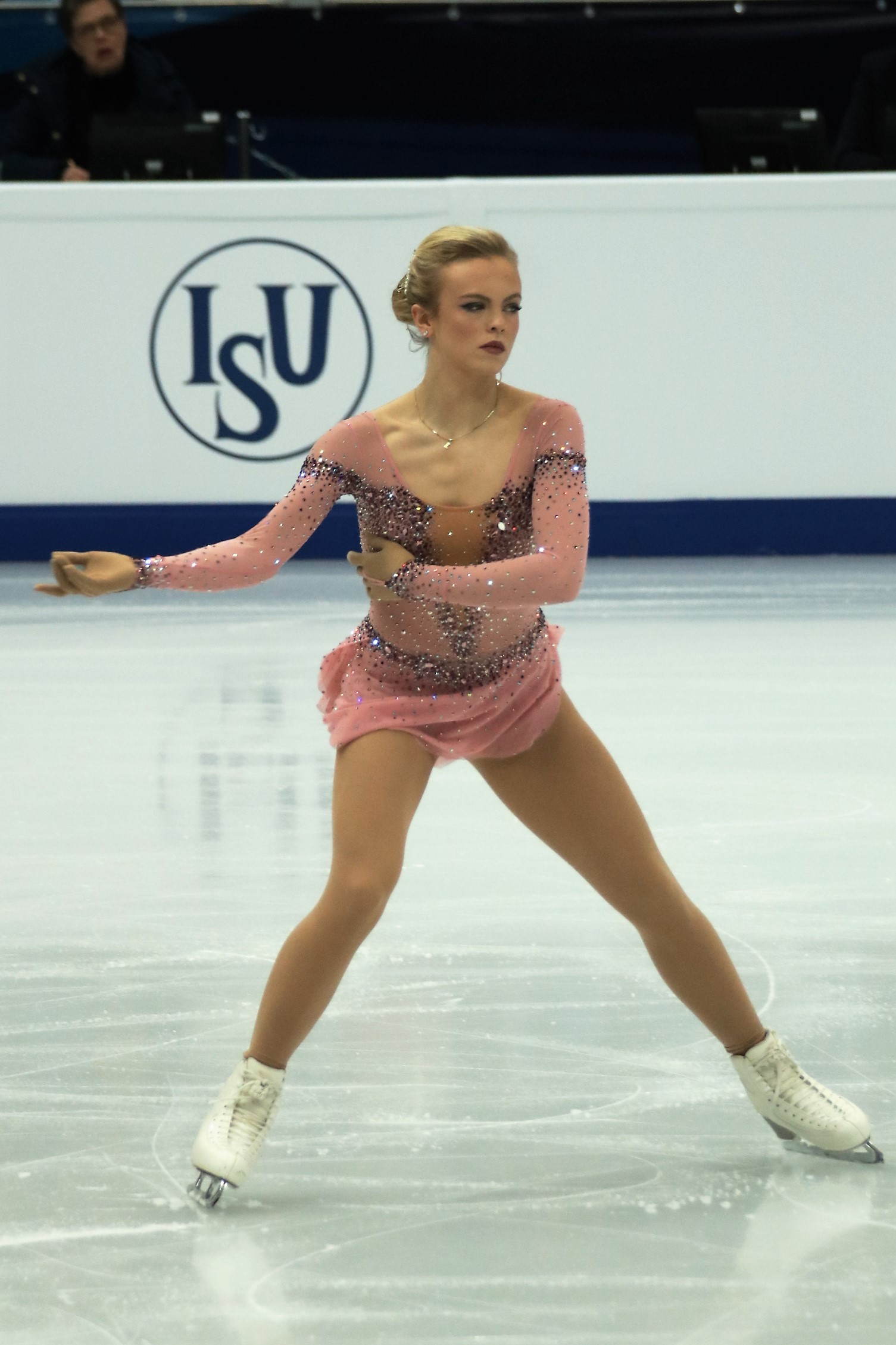
Emmi Peltonen na mistrzostwach Europy 2018

| Zawody                                | 11–12          | 12–13          | 13–14          | 14–15          | 15–16          | 16–17          | 17–18          | 18–19          | 19–20          | 20–21          | 21–22          | 22–23          | 23–24          |                |                |                |                |
| Międzynarodowe                        | Międzynarodowe | Międzynarodowe | Międzynarodowe | Międzynarodowe | Międzynarodowe | Międzynarodowe | Międzynarodowe | Międzynarodowe | Międzynarodowe | Międzynarodowe | Międzynarodowe | Międzynarodowe | Międzynarodowe | Międzynarodowe | Międzynarodowe | Międzynarodowe | Międzynarodowe |
| ------------------------------------- | -------------- | -------------- | -------------- | -------------- | -------------- | -------------- | -------------- | -------------- | -------------- | -------------- | -------------- | -------------- | -------------- | -------------- | -------------- | -------------- | -------------- |
| Zimowe igrzyska olimpijskie           |                |                |                |                |                |                | 20             |                |                |                |                |                |                |                |                |                |                |
| Mistrzostwa świata                    |                |                |                |                |                | 29             |                | 28             | —              |                |                |                |                |                |                |                |                |
| Mistrzostwa Europy                    |                |                |                |                |                | 11             | 9              | 8              | 5              |                |                |                | 12             |                |                |                |                |
| GP Rostelecom Cup                     |                |                |                |                |                |                |                |                | 12             |                |                |                |                |                |                |                |                |
| GP Internationaux de France           |                |                |                |                |                |                |                |                |                | —              |                |                |                |                |                |                |                |
| GP Grand Prix Helsinki                |                |                |                |                |                |                |                | 9              |                |                |                |                |                |                |                |                |                |
| CS Alpen Trophy                       |                |                |                |                |                |                |                | WD             |                |                |                |                |                |                |                |                |                |
| CS Autumn Classic International       |                |                |                |                |                |                |                |                |                |                |                |                | 7              |                |                |                |                |
| CS Finlandia Trophy                   |                |                |                |                | 10             | 12             | 11             | 5              |                |                |                |                | 7              |                |                |                |                |
| CS Golden Spin of Zagreb              |                |                |                |                |                |                |                |                |                |                |                | 16             |                |                |                |                |                |
| CS Lombardia Trophy                   |                |                |                |                |                |                | 11             |                |                |                |                |                |                |                |                |                |                |
| CS Nebelhorn Trophy                   |                |                |                |                |                |                |                | WD             |                |                |                |                |                |                |                |                |                |
| CS Tallinn Trophy                     |                |                |                |                |                |                |                | WD             |                |                |                |                |                |                |                |                |                |
| CS Warsaw Cup                         |                |                |                |                |                | 6              |                |                | WD             |                | 8              |                | 8              |                |                |                |                |
| FBMA Trophy                           |                |                |                |                |                | 1              |                |                |                |                |                |                |                |                |                |                |                |
| Santa Claus Cup                       |                |                |                |                |                |                | 4              |                |                |                |                |                |                |                |                |                |                |
| Volvo Open Cup                        |                |                |                |                |                | 14             |                |                | 4              |                |                | 3              |                |                |                |                |                |
| Mistrzostwa nordyckie                 |                |                |                |                |                |                |                | WD             | 2              |                |                |                |                |                |                |                |                |
| Międzynarodowe: Kategorie młodzieżowe |                |                |                |                |                |                |                |                |                |                |                |                |                |                |                |                |                |
| Mistrzostwa świata juniorów           |                |                |                |                |                | WD             |                |                |                |                |                |                |                |                |                |                |                |
| JGP w Austrii                         |                |                |                |                | 16             |                |                |                |                |                |                |                |                |                |                |                |                |
| JGP we Francji                        |                |                |                | 9              |                | 5              |                |                |                |                |                |                |                |                |                |                |                |
| Coupe de Printemps                    |                | 2 AN           |                |                |                |                |                |                |                |                |                |                |                |                |                |                |                |
| Dragon Trophy                         | 1 AN           |                | 3 J            |                |                |                |                |                |                |                |                |                |                |                |                |                |                |
| Ice Challenge                         |                |                | 5 J            |                |                |                |                |                |                |                |                |                |                |                |                |                |                |
| International Challenge Cup           |                |                | 3 J            |                |                |                |                |                |                |                |                |                |                |                |                |                |                |
| Memoriał Hellmuta Seibta              |                |                |                | 3 J            |                |                |                |                |                |                |                |                |                |                |                |                |                |
| NRW Trophy                            | 8 AN           |                |                | 18 J           |                |                |                |                |                |                |                |                |                |                |                |                |                |
| Volvo Open Cup                        |                |                |                | 9 J            |                |                |                |                |                |                |                |                |                |                |                |                |                |
| Mistrzostwa nordyckie                 |                | 1 AN           | 2 J            | WD             | 3 J            |                |                |                |                |                |                |                |                |                |                |                |                |
| Krajowe                               |                |                |                |                |                |                |                |                |                |                |                |                |                |                |                |                |                |
| Mistrzostwa Finlandii                 |                |                | 2 J            | 4              |                | 1              | 1              | 2              | 1              | C              | 3              |                |                |                |                |                |                |

## Programy
| Sezon   | Program krótki (SP)                                                                                   | Program dowolny (FS) |
| ------- | --- | --- |
| 2021–22 | - Like a River Runs – Sia, Bleachers                                                                  | - End of Love – aranż. Maxime Rodriguez                                                                                                |
| 2020–21 | - I Idolze You – Lizz Wright                                                                          | - Vinegar & Salt – Hooverphonic with Orchestra                                                                                         |
| 2019–20 | - Caruso – Jackie Evancho, oryg. Lucio Dalla choreografia: Maria Pillay                               | - Vinegar and Salt – Hooverphonic choreografia: Maria Pillay                                                                           |
| 2018–19 | - Caruso – Jackie Evancho, oryg. Lucio Dalla choreografia: Maria Pillay                               | - Wyznania gejszy medley – John Williams - Suite for Cello and Orchestra: Sayuri's Theme - Chairman's Waltz choreografia: Maria Pillay |
| 2017–18 | - Jalousie 'Tango Tzigane' – Jacob Gade choreografia: Maria Pillay                                    | - Papa, Can You Hear Me? (z filmu Yentl) – Barbara Streisand, oryg. Michel Legrand choreografia: Maria Pillay                          |
| 2016–17 | - Libertango – Astor Piazzolla choreografia: Maria Pillay                                             | - Papa, Can You Hear Me? (z filmu Yentl) – Barbara Streisand, oryg. Michel Legrand choreografia: Maria Pillay                          |
| 2015–16 | - Woman – Album Blanc choreografia: Maria Pillay                                                      | - Violin Fantasy – George Gershwin choreografia: Maria McLean                                                                          |
| 2014–15 | - Heart of a King (z filmu Człowiek w żelaznej masce) – Nick Glennie-Smith choreografia: Maria McLean | - Violin Fantasy – George Gershwin choreografia: Maria McLean                                                                          |